# 329
329 (CCCXXIX) var ett normalår som började en onsdag i den julianska kalendern.

## Händelser

### Okänt datum
- I Romarriket införs regler, som begränsar möjligheterna att göra karriär inom kyrkan.
- Det kinesiska Han Zhaoriket går under.

## Födda
- Gregorios av Nazianzos, grekisk teolog, biskop, kyrkofader och helgon

## Avlidna
- Flavia Julia Helena, augusta i Romarriket och mor till kejsar Konstantin den store (omkring detta år)